# Lois constitutionnelles djiboutiennes du 27 juin 1977
Lire en ligne

Loi no LR/77-001 
 Loi no LR/77-002 et ordonnance no LR/77-008

Constitution du 15 septembre 1992
Les Lois constitutionnelles du 27 juin 1977 sont un ensemble de quatre lois — deux de nature constitutionnelle et deux de nature organique — qui organisent les institutions de l’État devenu indépendant sous le nom de république de Djibouti au 27 juin 1977. La première de ces lois inaugure la publication de la gazette nationale, le Journal officiel de la république de Djibouti.
Cette constitution provisoire s’inscrit dans le cadre de l’accession à l’indépendance du territoire français des Afars et des Issas, obtenue à la suite d’un référendum d’autodétermination tenu le 8 mai et consacré par la loi — de l’Assemblée nationale de la République française — relative à l’indépendance du territoire français des Afars et des Issas du 20 juin 1977. Elle est abrogée par la Constitution djiboutienne du 15 septembre 1992.

## Contexte
Un référendum organisé en 1967 dans la Côte française des Somalis rejette l’indépendance vis-à-vis de la France. À la suite de la consultation, le territoire d’outre-mer devient le « territoire français des Afars et des Issas ». Face à la pression internationale exigeant l’indépendance du pays, le gouvernement annonce au milieu de l’année 1976 qu’un référendum se tiendra afin de statuer sur l’avenir du territoire.

## Premiers textes constitutionnels

### Loi constitutionnelleno1
La loi no LR/77-001 du 27 juin 1977, dite « loi constitutionnelle no 1 », est publiée dans le premier numéro du Journal officiel de la république de Djibouti, le 27 juin 1977.
En matière organisationnelle, elle prévoit le maintien de l’assemblée élue (la « Chambre des députés »), sous le nom d’« Assemblée nationale » (article 3). Le chef de l’État, dénommé président de la République, « assure la continuité du fonctionnement des institutions de la République » et « détermine et conduit la politique générale de la Nation » (article 4).
La continuité juridique est assurée par le maintien des lois antérieures (article 5). La justice est rendue au nom de la République (article 6).

### Loi constitutionnelleno2
La loi no LR/77-002 du 27 juin 1977, dite « loi constitutionnelle no 2 », est publiée dans le premier numéro du Journal officiel de la république de Djibouti, le 27 juin 1977.
Elle prévoit que le président de la République est également chef du gouvernement, il gouverne par ordonnance jusqu’à la mise en place définitive des institutions. La loi rappelle que le peuple est la source de légitimité, exprimée par le suffrage universel. Elle garantit l’indépendance des magistrats.
Les lois sont votées par l’Assemblée nationale sur proposition du président.
À la base, des communes dotées d’une large autonomie sont chargées de l’administration, dans le respect de l’évolution des « structures traditionnelles » (article 9).

### Loi organiqueno1
La loi organique no 1/AN/81, dite « loi organique no 1 », est promulguée le 10 février 1981.
Elle définit la constitution comme l’ensemble des lois constitutionnelles et organiques (article 1).
Elle organise les modalités de l’élection du président de la République. Il est élu au suffrage universel (article 4) et ne peut effectuer plus de deux mandats (article 3). Il peut en cas de péril national prendre les mesures nécessaires.

### Loi organiqueno2
La loi organique no 2/AN/81, dite « loi organique no 2 », est promulguée le 24 octobre 1981.
Elle organise l’élection des députés, qui se déroule par scrutin de liste majoritaire à un tour (article 5), avec une seule circonscription électorale (article 4) afin d’« empêcher tous risques d’affrontement entre les ethnies » (exposé des motifs). Seul le Rassemblement populaire pour le progrès est autorisé à présenter une liste (article 9).